# Акопян, Грануш Грантовна
Грану́ш Гра́нтовна Акопя́н (арм. Հրանուշ Հրանտի Հակոբյան, 12 апреля 1954, село Сарухан, Нор-Баязетский район) — армянский государственный и политический деятель.

## Биография
- 1970—1975 — факультет прикладной математики Ереванского государственного университета. Математик.
- 1975—1983 — преподаватель-ассистент в Ереванском государственном университете.
- 1978—1983 — заместитель секретаря, затем секретарь комитета ЛКСМ Ереванского государственного университета.
- 1983—1985 — секретарь ЦК ЛКСМ Армении.
- 1985—1990 — первый секретарь ЦК ЛКСМ Армении, член бюро ЦК ВЛКСМ (Москва).
- 1986—1990 — депутат Верховного совета Армянской ССР, член Президиума Верховного совета Армянской ССР.
- 1987—1989 — Московская академия общественных наук при ЦК КПСС. Политолог.
- 1989—1994 — юридический факультет Ереванского государственного университета. Юрист, доктор юридических наук.
- 1990—1995 — депутат Верховного совета Армянской ССР. Заместитель председателя постоянной комиссии по здравоохранению и социальным вопросам.
- 1995—1996 — депутат парламента. Член постоянной комиссии по социальным вопросам, вопросам здравоохранения и охраны природы. Член фракции «Республика».
- 1995—1997 — заместитель председателя комиссии по социальным вопросам МПА СНГ. С 1996 года член Межпарламентского союза.
- 1996—1998 — министр труда и социального обеспечения Армении.
- 1999—2003 — вновь депутат парламента. Член постоянной комиссии по внешним сношениям. Секретарь депутатской группы «Народный депутат».
- 2003—2007 — депутат парламента. Председатель постоянной комиссии по вопросам науки, образования и культуры. Член фракции «РПА».
- 2003 — руководитель делегации парламента Армении в межпарламентском союзе. Член Координационного комитета женщин-парламентариев МС.
- 12 мая 2007 избрана депутатом парламента от партии «РПА». 8 июня 2007 — избрана председателем постоянной комиссии по вопросам науки, образования, культуры, молодёжи и спорта.

## Достижения
В 1998 — защитила кандидатскую, а в 2006 — докторскую диссертации, профессор Гаварского государственного университета. Преподаватель Гаварского государственного университета и государственной академии управления Армении.
Член советов Ереванского государственного университета, Ереванского лингвистического университета имени В.Брюсова и Гаварского государственного университета.
Председатель Международной ассоциации армянских женщин, сопредседатель ассоциации по охране здоровья женщин. Попечитель фондов «Ереван», «Кембридж-Ереван», «Детские дома Армении», сопредседатель попечительского совета «Армяно-американского центра здоровья».
Автор 4 книг и более чем 40 научных статей.

## Награды
- Орден Дружбы народов (1986).
- Кавалер ордена «За заслуги» (Франция).
- Медаль «За заслуги перед Отечеством» II степени (28 декабря 2015) — за значительный вклад в подготовку и организацию мероприятий, посвящённых 100-летию Геноцида армян, а также за эффективную координацию работы региональных комиссий[1].
- Медаль Мхитара Гоша (29 декабря 2011) — за многолетнюю и эффективную работу в системе государственного управления Республики Армения[2].
- Награждена многочисленными грамотами, благодарностями, медалями.